# برف و بوران ۱۳۵۰ ایران
برف و بوران ۱۳۵۰ ایران کولاک و بورانی بود که در اواسط بهمن، بخش وسیعی از ایران را به گونه‌ای در برف و یخبندان فروبرد که سرانجام منجر به مرگ بیش از ۴۰۰۰ نفر شد و به خشکسالی سیزده ساله کشور پایان داد. برخی معتقدند، این رویداد به عنوان سخت‌ترین و مصیبت‌بارترین بوران در تاریخ نوشته‌شدهٔ بشر بوده است. همچنین در این مدت برخی از شهرهای کشور به دمای منفی ۳۷ درجه رسید.

## آغاز و گسترش
دوره‌ای از سرمای خیلی شدید و یخبندان گسترده بود که از چهاردهم بهمن سال ۱۳۵۰ آغاز شد. تلفات جانی یا مرگ ناشی از گرسنگی دیده نشد و در بعضی شهرها تا ۳۶ ساعت بارید و در تمامی مناطق روستایی شمال غرب تا مرکز ایران به ارتفاع ۳ متر و در برخی نقاط جنوبی‌تر ارتفاع آن به ۸ متر رسید. دمای فیروزکوه به منفی ۳۶ و خراسان نیز به منفی ۳۷ درجه رسید. سه شنبه ۱۹ بهمن ماه ۱۳۵۰ وضع کشور به شکل کاملاً بحرانی درآمد و در بسیاری از شهرها وضع فوق‌العاده اعلام شد.

## تلفات و خسارت
در آن روز تعداد زیادی از نواحی جغرافیایی که به عنوان روستا یا دهستان از آنها یاد می‌شد، به‌طور کامل از بین رفتند به طوری که بعضی از محققان می‌گویند نزدیک به ۲۰۰ روستا به‌طور کامل از روی نقشه پاک شدند. طبق گزارش‌هایی که در سایت‌های خارجی، ایرانی و روزنامه‌های قدیمی دیده می‌شود، مصیبت بارترین حوادث اینها بودند؛ مدفون شدن ۱۲ روستا در منطقه سمیرم، مرگ بیش از هزار نفر در ارتفاعات گیلان، ۴۰ خانوار در یکی از روستاهای کشور، مدفون شدن یک قطار بزرگ با تمام سرنشینانش. بنابر گزارش‌های روزنامهٔ اطلاعات در همان روزها، شهر اردکان در استان فارس و روستاهای اطراف آن از جمله مناطقی بودند که بیشترین تأثیر را بر اثر بوران متحمل شدند. همچنین در روستاهای کاکان یاسوج و کمهر سپیدان فارس هیچ فرد زنده‌ای باقی نماند. در شمال غرب نیز، در نزدیکی مرز ایران و ترکیه، روستای شکلاب به‌همراه صد نفری که در آن ساکن بودند در زیر انبوه برف دفن شد.
هشت روز از کولاک شدیدی که در ایران شروع شده بود می‌گذشت و اغلب جاده‌های کشور بسته شده بودند. کامیون دارهایی که در راه مانده بودند و می‌دیدند مردم گرسنه هستند قید مال شان را زدند و خوراکی‌هایی که بار زده بودند را با مردم تقسیم کردند. گاهی سرما آنقدر در جاده‌ها شدت می‌گرفت که مردم مجبور می‌شدند هر چیزی را که دم دست شان است بسوزانند و خودشان را گرم کنند. در این میان بار کامیون‌های زیادی هم سوزانده شد تا مردم از سرما یخ نزنند. حیوانات وحشی هم که دیگر خوراکی برای تغذیه نداشتند، از پناهگاه‌های خودشان به شهرها آمدند و به ترس مردم افزودند.

## پایان
تقریباً از ۲۴ بهمن ماه ۱۳۵۰ دمای هوا کم‌کم افزایش پیدا کرد و بوران شدید و سهمگین به کار خود در کشور پایان داد اما تبعات آن همچنان ادامه یافت. پس از آن بیماری‌های آنفولانزا و سرماخوردگی‌های شدید به سراغ مردم آمد و عده ای دیگر نیز به این دلیل جان سپردند.